# Sinfonía n.º 4 (Mendelssohn)

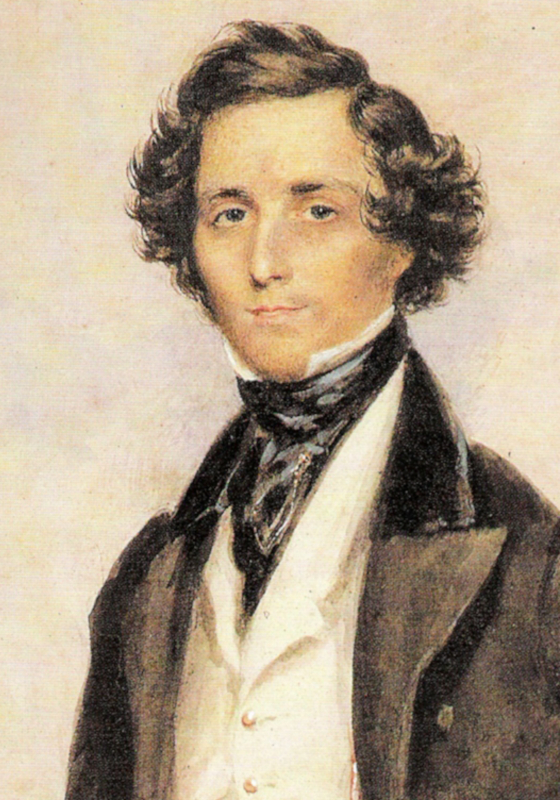
Mendelssohn en 1830.

La Sinfonía n.º 4 en la mayor, Op. 90  (MWV N 16), también conocida como "Italienische Sinfonie" o "Sinfonía italiana", fue compuesta por Felix Mendelssohn en 1833.

## Historia

### Composición
La trayectoria de Mendelssohn en el género sinfónico había comenzado en su adolescencia con la Sinfonía n.º 1 Op. 11 finalizada en 1824 con 15 años. A partir de esta obra la cronología de composición no se corresponde con la numeración de las sinfonías. En 1830 completó su Sinfonía de la Reforma y en 1833 su Sinfonía italiana, hoy conocidas como su quinta y cuarta sinfonías respectivamente. Después de esto esperó siete años antes de volver al género para componer en 1840 la Sinfonía Lobgesang, hoy conocida como la segunda. La última en ser escrita fue la Sinfonía escocesa que, aunque fue ideada en 1829, fue abandonada y no se terminó hasta 1842.
La composición de este opus comenzó en 1832 en Italia y finalizó en 1833 en Berlín. En 1832 la Royal Philharmonic Society de Londres honró al joven maestro alemán con varios encargos y una de las composiciones resultantes fue esta sinfonía. Al igual que la Escocesa o la obertura Las Hébridas, fue concebida en sus viajes. El compositor señaló que en la Italiana intentó transmitir sus impresiones personales sobre el arte, la naturaleza y la gente de Italia, país por el que estuvo de "grand tour" entre 1830 y 1831. En este caso se inspiró en el color y la atmósfera de Italia, de ahí que le asignara el apodo "Italiana". De las impresiones de este viaje quedó constancia en una carta que escribió a su padre desde Venecia en 1830:

«Das ist Italien! Und was ich mir als höchste Lebensfreude seit ich denken kann gedacht habe das ist nun angefangen und ich geniesse es Der heutige Tag war zu reich als dass ich mich nicht jetzt des Abends ein wenig sammeln müsste und da schreibe ich eben an Euch und will Euch danken liebe Eltern die Ihr mir das Glück.»
«¡Esto es Italia! Y lo que he considerado como la mayor alegría de la vida desde que tengo uso de razón ha comenzado y la estoy disfrutando. Hoy ha sido un día demasiado rico como para no necesitar recogerme un poco por la noche y por eso os escribo y quiero daros las gracias, queridos padres, por haberme dado esta felicidad.»
– Felix Mendelssohn, Venecia, 10 de octubre de 1830.

Asimismo, escribió a su hermana Fanny Mendelssohn desde Roma en 1831:

«Die italienische Symphonie macht grosse Fortschritte es wird das lustigste Stück das ich gemacht habe namentlich das letzte er meint den letzten Satz der Symphonie Presto agitato für's Adagio habe ich noch nichts bestimmtes ich glaube ich will es mir für Neapel.»
«La sinfonía italiana está progresando mucho, será la pieza más alegre que he hecho, especialmente la última, es decir, el último movimiento de la sinfonía Presto agitato. Aún no he decidido nada para el Adagio, creo que quiero guardarlo para Nápoles.»
– Felix Mendelssohn, Roma, 22 de febrero de 1831.

Algo insatisfecho con esta sinfonía, Mendelssohn planeó revisarla antes de su publicación y de hecho hizo modificaciones en los tres últimos movimientos pero no llegó a completar la revisión.
Las partituras autógrafas tanto de la versión original como de la revisión de 1834 se conservan en la actualidad en la Biblioteca Estatal de Berlín y se pueden consultar en línea.

### Estreno y publicación
El estreno se celebró el 13 de mayo de 1833 en Londres con la interpretación de la London Philharmonic Society bajo la batuta del propio compositor. Mendelssohn no quedó del todo satisfecho con la obra y escribió versiones alternativas para el segundo, tercer y cuarto movimientos. Nunca llegó a publicar esta sinfonía en su vida.
La primera edición fue llevada a cabo de manera póstuma por la editorial Breitkopf & Härtel en 1851 en Leipzig, que publicó la versión original de la sinfonía. A día de hoy, la primera versión es la que se interpreta en todas partes, mientras que la versión revisada ha permanecido en gran medida desconocida. La nueva edición crítica de Bärenreiter, editada por Christopher Hogwood, incluye todo el material interpretativo de la versión completa de 1833, junto con los tres últimos movimientos de la versión revisada del compositor. Los directores pueden ahora elegir entre la versión antigua y la revisada, que incluye el primer movimiento de la versión antigua.

## Instrumentación
La partitura está escrita para una orquesta formada por:
- Viento madera: 2 flautas, 2 oboes, 2 clarinetes, 2 fagotes.
- Viento metal: 2 trompas, 2 trompetas.
- Percusión: timbales.
- Cuerda: una sección de cuerdas con violines I y II, violas, violonchelos y contrabajos.

## Estructura y análisis
La sinfonía consta de cuatro movimientos:
- I. Allegro vivace, en la mayor 6
8
- II. Andante con moto, en re menor 4
4
- III. Con moto moderato, en la mayor 3
4
- IV. Saltarello. Presto, en la menor 4
4

La interpretación de esta obra dura aproximadamente 26 minutos. Musicalmente, es una obra más controlada y original que sus sinfonías anteriores; el tema de apertura es uno de los más famosos de toda la música.

### I.Allegro vivace
El primer movimiento, Allegro vivace, está escrito en la tonalidad de la mayor, en compás de 6/8 y sigue la forma sonata. En su viaje por Italia al parecer el compositor se vio impresionado por el estallido de luz, tan diferente del clima de su Leipzig natal. Los compases iniciales de la sinfonía y su melodía en forma de fanfarria irradian energía solar. Sólo al principio del desarrollo se hace una pausa para respirar, pero entra un tema de marcado carácter militar, al principio casi desapercibido en los violines, pero que pronto gana vigor y fuerza, y compite con la melodía principal hasta el final del movimiento. Las texturas orquestales típicas de Mendelssohn son evidentes desde el principio: las pulsantes maderas crean una base armónica para el sencillo tema de los violines. El ritmo rápido y la naturaleza fragmentaria del tema evitan que la música caiga en una representación predecible del compás de 6/8. Dos temas más aparecen antes de la sección de desarrollo, en la que se escucha el tratamiento en fugato del tema principal, el tema de transición y un material melódico nuevo en modo menor. La recapitulación no es literal; todo es variado. En la coda regresa el tema en modo menor del desarrollo, si bien el movimiento se cierra en la mayor.

### II.Andante con moto
El segundo movimiento, Andante con moto, está en re menor y en compás de 4/4. El elegante movimiento tiene dos secciones principales dispuestas en un patrón ABAA', la contrastante sección B en la mayor. La educación exhaustiva y liberal de Mendelssohn queda patente en esta sinfonía. Mientras el movimiento inicial traduce su ojo de pintor en luces y sombras musicales, sus conocimientos literarios confieren gravedad al segundo. Sus cartas y dibujos durante las giras atestiguan su asombro al contemplar por fin las ruinas de la gloria imperial de Roma, después de sus años como ávido erudito clásico. Su relato de las procesiones de Semana Santa a través de Roma también encaja con el paso firme y sombrío del tema en el bajo. En un momento dado, dos flautas serpentean como estelas de incienso, antes de que unos clarinetes disonantes añadan un toque más agudo a la armonía. Ignaz Moscheles sostenía que el tema principal de este Andante, contiene la melodía de una canción de peregrinos checa. Otros afirman que es una versión de "Es war ein König in Thule" de Carl Friedrich Zelter, que pudo haber sido un homenaje a su profesor de composición, fallecido en 1832, antes de que Mendelssohn revisara la sinfonía para su publicación. Las tranquilas notas de bajo en pizzicato del cierre transmiten una sensación de resignación.

### III.Con moto moderato
El tercer movimiento, Con moto moderato, está en la mayor y en compás de 3/4. Adopta la forma de un minueto con trío bastante convencional, posiblemente inspirado en el poema humorístico de Johann Wolfgang von Goethe, Lilis Park. En la coda la melodía del trío intenta, sin éxito, imponerse a la del minueto. Cumple más que las funciones tradicionales de un movimiento lento. El minueto fluye con bastante facilidad. El brillo de su mundo sonoro se debe en parte a lo "agudo" de la tonalidad de la mayor, relativamente rara para la época. La misma tonalidad comparten la Sinfonía n.º 29 de Mozart y, lo que es más relevante, la Sinfonía n.º 7 de Beethoven. La Séptima de Beethoven parece haber proporcionado a Mendelssohn una plantilla estructural para la Italiana y el furioso Finale, inspirado en la danza, es sólo la correspondencia más obvia.

### IV.Saltarello. Presto
El cuarto y último movimiento, Saltarello. Presto, está en la menor y en compás de 4/4. En lugar de retomar la tonalidad inicial, la sinfonía concluye en el relativo menor. Mendelssohn tituló el Finale "Saltarello", término derivado del latín saltare que significa simplemente "bailar". El saltarello es una animada danza con saltos y brincos que no implica un compás de danza específico, pero Mendelssohn parece haberlo asociado con la tarantela salvaje y giratoria de Nápoles. En un verdadero tempo presto, en que la música parece aferrarse a la vida o a la muerte. El rápido tema principal transmite el aspecto saltarín de la danza. El punto culminante se encuentra en el desarrollo central, en el que el compositor crea un crescendo continuo desde pianissimo hasta fortissimo. Mendelssohn genera tensión para reflejar brillantemente la intensidad de la vida mediterránea. No hay resolución aquí, pues el movimiento permanece en la tonalidad menor hasta su brusca despedida final. Cerca de la conclusión escuchamos una referencia al tema principal del movimiento inicial, pero en la menor, la tonalidad en la que termina el movimiento.

## Recepción de la obra
Tras el estreno, el público consideró que era la mejor interpretación que había hecho London Philharmonic Society, según cuenta en una carta a su familia el propio compositor. La reseña en The Harmonicon fue muy positiva proclamando la sinfonía como "una composición que perdurará en el tiempo" cuyos movimientos primero y último "llenos de concepciones brillantes". También destacó los movimientos segundo y tercero, alabando en el Andante "el talento de una descripción muy poco común y la belleza del tipo más discernible junto con una indiscutible e incuestionable originalidad; y en el Minueto el genio del más alto nivel en cada compás". No obstante, hacia 1838 el entusiasmo por la obra decayó y no volvió a interpretarse hasta después de la muerte del compositor. A finales del siglo XIX la obra, sobre todo en su versión original, fue denostada y tratada de forma condescendiente por no seguir más estrictamente los pasos de Beethoven.
En la actualidad se trata de la sinfonía más popular de Mendelssohn, que ocupa un lugar firme en el canon de las obras maestras clásicas.

## Discografía selecta
- 1962 – Mendelssohn: Symphonies Nos. 4 & 5. Orquesta Sinfónica de Boston, Charles Munch (RCA Victor).
- 1973 – Mendelssohn: 5 Symphonien. Orquesta Filarmónica de Berlín, Herbert von Karajan (DG).
- 1979 – Mendelssohn: Symphonies No. 3 Scottish; No. 4 Italian; No. 5 Reformation. Orquesta Filarmónica de Israel, Leonard Bernstein (DG).
- 1985 – Mendelssohn: 5 Symphonies, 7 Overtures. Orquesta Sinfónica de Londres, Claudio Abbado (DG).
- 1999 – Mendelssohn: Symphonies Nos. 4 Italian (Original and revised versions) & No. 5 Reformation. Filarmónica de Berlín, John Eliot Gardiner (DG).